# Atis Kronvalds
Atis Kronvalds o Kronvaldu Atis (Parròquia de Bunka, 15 d'abril de 1837 - 17 de febrer de 1875) fou un escriptor, lingüista i mestre letó.
Kornvalds era fill d'un sastre, però va créixer amb capellans a Durbe. Després d'estudiar a Liepāja esdevingué professor particular. El 1860 començà a estudiar medecina a la Universitat de Berlín. Tanmateix, abandonà els estudis un any després, quan no va tenir més recursos econòmics. Tornà a Letònia, on començà a treballar com a professor particular a Durbe.
Després de tornar a Letònia, Kronvalds s'uní al moviment nacionalista letó Jaunlatviēšy (Joves Letons) i esdevingué un apassionat defensor dels drets, llengua i cultura letons. El 1865 es traslladà a Tartu per estudiar pedagogia a la Universitat de Tartu, on el 1868 esdevingué professor. Participà activament en les activitats socials de la societat letona local, sobretot renovà la tradició dels «Vespres letons», iniciada per Krišjānis Valdemārs. També escrigué sobre teoria de l'ensenyament i diversos articles sobre ensenyament i lingüística. El 1872 escrigué Nationale Bestrebungen, i el manifest dels Joves Letons.
El 1873 Kronvalds es traslladà a Vecpiebalga, on treballà de professor en una escola local, i també participà el mateix any en el primer Festival de Cançó i Dansa Letones.